# Sergej Jesenin
Sergej Aleksandrovitj Jesenin (undertiden stavet som Esenin; russisk: Сергей Александрович Есенин, tr. Sergej Aleksandrovitj Jesenin, født 3. oktober (Julianske kalender: 21. september) 1895 i Konstantinovo, Rjasan ujesd, Rjasan guvernement (nu Rjasan oblast), Det Russiske Kejserrige død 27. december 1925 i Leningrad, Sovjetunionen) var en russisk lyrisk digter. Sergej Jesenin var en af de mest populære og kendte russiske digtere i 1900-tallet.

## Biografi

### Opvækst
Sergej Jesenin blev født i Konstantinovo af en bondefamilie. Han tilbragte det meste af sin barndom i sine bedsteforældres hjem. Han begyndte at skrive poesi i en alder af ni.
I 1912 flyttede han til Moskva, hvor han ernærede sig som korrekturlæser i et forlag. Det følgende år var han indskrevet på Moskvas statsuniversitet som ekstern studerende og studerede der halvandet år. Hans tidlige poesi er inspireret af den russiske folklore. I 1915 flyttede han til Skt. Petersborg, hvor han stiftede bekendtskab med andre-digtere Aleksandr Blok, Sergej Gorodetskij (russisk: Сергей Митрофанович Городецкий), Nikolaj Kljujev (russisk: Николай Алексеевич Клюев) og Andrej Belyj (russisk: Андрей Белый). Det var i Skt. Petersborg han blev kendt i litterære kredse. Aleksandr Blok var især en nyttigt forbindelse til fremme Jesenins tidlige karriere som digter. Jesenin sagde, at Belyj gav ham forståelse for form, mens Blok og Kljujev lærte ham lyrik.

### Karriere
I 1916 udgav Jesenin sin første bog med digte,Ritual til den døde (russisk: Радуница, tr. Radunitsa). Gennem hans samlinger af gribende poesi om kærlighed og det enkle liv, blev han en af de mest populære digtere på den tid. Hans første ægteskab var i 1913 til Anna Isrjadnova (russisk: Анна Романовна Изряднова), en medarbejder fra forlaget som han havde en søn, Jurij, med.
Senere samme år flyttede han til Skt. Petersborg, hvor han mødte Kljujev. Gennem de næste to år var de nære, der boede sammen det meste af tiden. Nogle moderne forskere formoder, at Kljujev var modtageren af Jesenins kærlighedsbreve. Fra 1916 til 1917 var Jesenin indkaldt til militærtjeneste, men kort efter Oktoberrevolutionen i 1917 trak Rusland sig ud af 1. verdenskrig. Jesenin var overbevist om at revolutionen ville bringe et bedre liv og støttede den, men snart blev han desillusioneret og nogle gange kritiserede bolsjevikkernes styre i digte som Oktober stjernen har bedraget mig.
I august 1917 giftede Jesenin sig for anden gang med en skuespiller, Sinaida Raikh (russisk: Зинаида Николаевна Райх ; senere gift med Vsevolod Mejerkhold). De fik to børn, en datter Tatjana og en søn Konstantin. Konstantin Jesenin blev en velkendt fodboldstatistiker.
I september 1918 grundlagde Jesenin sit eget forlag kaldet "Трудовая Артель Художников Слова" (dansk: ~ Arbejdskompaniet for Ordkunstnere). 
I efteråret 1921, da han besøgte maleren Georgi Jakulovs (russisk: Георгий Богданович Якулов) studie, mødte Jesenin den Paris-baserede amerikanske danser Isadora Duncan, en kvinde 18 år ældre end ham, som kun kendte en halv snes ord på russisk, og Jesenin talte ingen andre sprog. Den 2. maj 1922 giftede de sig. Jesenin ledsagede sin berømte kone på en rundtur i Europa og USA, men på dette tidspunkt var hans afhængighed af alkohol kommet ud af kontrol. Ofte fik Jesenin voldsomme raserianfald, hvor han ødelagde værelser og skabte scener i restauranter. Adfærden fik stor omtale i den internationale presse. Hans ægteskab med Duncan blev kort og i maj 1923, vendte han tilbage til Moskva. Næsten øjeblikkeligt blev han involveret med skuespillerinden Avgusta Miklasjevskaja (russisk: Августа Леонидовна Миклашевская). Der er rygter om at han giftede sig med hende ved en civil ceremoni, selv om han ikke havde fået en skilsmisse fra Duncan.
Samme år fik han en søn med digteren Nadesjda Volpin (russisk: Надежда Давыдовна Вольпин). Sergej Jesenin fik aldrig kendskab til sin søn med Volpin, men Alexander Esenin-Volpin (russisk: Александр Сергеевич Есенин-Вольпин) voksede op til at blive en digter. Han var også en fremtrædende aktivist i Sovjetunionens systemkritiske bevægelse i 1960'erne med Andrej Sakharov og andre. Efter at være flyttet til USA, blev Esenin-Volpin matematiker.

### Senere år og død
De sidste to år af Jesenin liv var fyldt med konstant uregelmæssig og beruset adfærd, men han skabte også nogle af hans mest berømte digte. I 1925 mødte og giftede Jesenin sig med sin femte kone, Sofja Andrejevna Tolstaja (russisk: Софья Андреевна Есенина-Толстая), en datterdatter af Leo Tolstoj. Hun forsøgte at hjælpe ham, men han fik et mentalt sammenbrud og blev indlagt i en måned. To dage efter hans udskrivning, skar han sig angiveligt i sit håndled og skrev et afskedsdigt i sit eget blod, den følgende dag hængte han sig fra varmerør under loftet i sit værelse på Hotel Angleterre. Han blev 30 år gammel.
Sergej Jesenin er begravet i Moskvas Vagankovskoje kirkegård. Hans grav er markeret med en hvid marmorskulptur.
Rjazan statsuniversitet er opkaldt efter ham.

### Kulturel betydning
Selvom han var en af Ruslands mest populære digtere og havde fået en stor statslig begravelse, blev de fleste af hans digte forbudt af Kreml under Josef Stalins og Nikita Khrusjtjovs styre. Nikolaj Bukharins kritik af Jesenin bidrog væsentligt til forbuddet. Først i 1966 var de fleste af hans værker genudgivet.
Russiske skolebørn lærer Sergej Jesenins digte, ligesom mange har sat musik til og indspillet som populære sange. Den tidlige død, manglende sympati fra den litterære elite, almindelige menneskers tilbedelse, og hans sensationelle adfærd har alt sammen bidraget til det vedvarende og næsten mytiske billede af Jesenin.
Sergej Jesenins sidste digt var en stor inspiration for Bring Me The Horizons sang "Det var skrevet med blod" på deres album Suicide Season.

### Arbejder
- Det purpurrøde morgengry(1910)
- Den højvandet har slikket(1910)
- Birketræet(1913)
- Efterår(1914)
- Jeg vil stirre på marken(1917)
- Jeg forlod min hjemegn(1918)
- Hooligan(1919)
- En hooligans bekendelse(1920) (den italienske oversættelse sunget af Angelo Branduardi)
- Jeg er den sidste digter fra landsbyen(1920)
- Bøn for den dødes første fyrre dage(1920)
- Jeg har ikke medlidenhed, råber ikke, græder ikke(1921)
- Pugachev(1921)
- Skurkenes land(1923)
- En glæde har jeg tilbage(1923)
- Et brev til Mor(1924)
- Tavern Moskva(1924)
- En hooligans bekendelse(1924),
- Øde og blegt månelys(1925)
- Den sorte mand(1925)
- Til Kachalovs hund(1925)
- Farvel, min ven, farvel(1925) (Hans farvel digt)

| Original på russisk До свиданья, друг мой, до свиданья. Милый мой, ты у меня в груди. Предназначенное расставанье Обещает встречу впереди. До свиданья, друг мой, без руки, без слова, Не грусти и не печаль бровей,- В этой жизни умирать не ново, Но и жить, конечно, не новей. | Dansk oversættelse Farvel, min ven, farvel Min elskede, du er mit hjerte. Det var forudbestemt at vi skulle gå fra hinanden Og blive genforenet igen og igen. Farvel: ingen håndtryk der varer. Lad os ikke være triste — rynket i panden. Der er intet nyt i at dø nu Selvom at leve ikke er nyere. |